# Clubiona transversa
Clubiona transversa är en spindelart som beskrevs av Zhang och Yin 1998. Clubiona transversa ingår i släktet Clubiona och familjen säckspindlar. Inga underarter finns listade i Catalogue of Life.